# Tibor R. Machan
Tibor Richard Machan (18 de març de 1939- 24 de març de 2016) va ser un professor emèrit en el departament de filosofia de l'Auburn University, i tenia la càtedra de Business Ethics and Free Enterprise de l'escola de negocis de la Chapman University a Orange, Califòrnia. Va exercir com a investigador de la Hoover Institution de la Universitat Stanford, també professor adjunt del Mises Institute i acadèmic adjunt en el Cato Institute.
Machan va editar la revista Reason durant dos anys i va ser l'editor de Reason Papers, una revista anual interdisciplinària d'estudis normatius, durant 25 anys. Va impartir classes a Europa, Sud-àfrica, Nova Zelanda, República de Geòrgia, Armènia i Amèrica Llatina sobre ètica empresarial i filosofia política. Machan viva a Silverado Canyon, Orange County, Califòrnia.
Machan i el seu pare van escapar de la República Popular d'Hongria en 1956, quan ell tenia 14 anys. En 1965, es va graduar en el Claremont McKenna College (després Man College). Va prendre el seu mestratge en arts en filosofia en la Universitat de Nova York, des de 1965 a 1966 i el seu doctorat en filosofia de la Universitat de Califòrnia en Santa Bárbara, 1966-1971.

## Pensament
El professor Machan és autor de més de cent treballs acadèmics i més de trenta llibres, a més fou un columnista freelance sindicat. El seu treball generalment se centra en la filosofia política, concretament la teoria de drets naturals i la llibertat negativa, a favor d'un llibertarisme sense distincions entre esquerra o dreta. També va escriure amb freqüència sobre l'ètica empresarial, un àmbit neoaristotèlic on l'ètica comercial i de negocis guanya la seva conducta moral permanent mitjançant la constitució de les virtuts de la productivitat i la prudència. També va argumentar que el camp pressuposa la institució del dret a la propietat privada (el comerç no pot vendre el que no posseeix o no ha estat autoritzat per al comerç pel propietari).
Machan també va escriure en el camp de l'epistemologia. Va prestar especial atenció al repte del coneixement humà, a partir de les concepcions d'Ayn Rand sobre el coneixement humà i les idees de J. L. Austin i Gilbert Harman. Machan també ha argumentat contra els drets dels animals.
Machan va treballar també en el problema del lliure albir, defensava una noció laica, naturalista (però no materialista) de la iniciativa i el tractament ètic dels animals. Va ser un escèptic de l'escalfament global.

## Publicacions
- Libertarianism Defended (Ashgate, 2006)
- Libertarianism, For and Against, w/C. Duncan (Rowman & Littlefield, 2005; f/c)
- The Man Without a Hobby (Hamilton Books, 2004)
- Objectivity: Recovering Determinate Reality (London, UK: Ashgate, 2004)
- Neither Left nor Right, Selected Columns (Hoover Institution Press, 2004)
- Putting Humans First, Why We Are Nature’s Favorites (Rowman & Littlefield, 2004)
- The Liberty Option (Imprint Academic, 2003)
- The Passion for Liberty (Rowman & Littlefield, 2003)
- The Right to Private Property (Hoover Institution Pres, 2002)
- A Primer on Business Ethics w/J. Chesher (Rowman & Littlefield, 2002)
- Initiative: Human Agency and Society (Hoover Institution Press, 2000)
- Ayn Rand (Peter Lang, 2000)
- The Business of Commerce w/J. Chesher (Hoover Institution Press, 1999)
- Classical Individualism (Routledge, 1998)
- Generosity; Virtue in the Civil Society (Cato Institute, 1998)
- Why Freedom Must be First (Hoover Institution Press, 1997)
- A Primer on Ethics (University of Oklahoma Press, 1997)
- Private Rights & Public Illusions (Transaction, 1995).
- The Virtue of Liberty (Foundation for Economic Education, 1994).
- Liberalisme, Ethique et Valuers Morales (Institut Euro 92, 1993).
- Capitalism and Individualism: Reframing the Argument for the Free Society (St. Martin's Publishing Co. & Harvester Wheatsheaf *Books, 1990).
- A Dialogue Partly on Political Liberty [w/J. N. Nelson] (University Press of American, 1990)
- Liberty and Culture: Essays on the Idea of a Free Society (Prometheus Books, 1989).
- Individuals and Their Rights (Open Court, 1989).
- Marxism: A Bourgeois Critique (MCB University Press Limited, 1988).
- The Moral Case for the Free Market Economy (The Edwin Mellen Press, 1989, rev. [English] version of Freedom Philosophy).
- Freedom Philosophy (AB Timbro, 1987).
- Introduction to Philosophical Inquiries (Allyn & Bacon, 1977; University Press of America, 1985).
- Human Rights and Human Liberties (Nelson-Hall, 1975).
- The Pseudo-Science of B.F. Skinner (Arlington House, 1973).